# Lidské smysly
Lidské smysly (v anglickém originále Human Senses) je dokumentární trilogie, poprvé vysílaná na televizi BBC v roce 2003. Prezentoval a vyprávěl ji moderátor Nigel Marven, který většinou na sobě nechává otestovat různé pokusy, většinou dokonce extrémní (lehne si na břitvu, zabodává si trny do rukou apod.) a jde o jediný pořad na kterém se podílel, jenž se zcela zabývá lidskou biologií (zahrnoval pouze pár scén se zvířaty, včetně kobry kapské v Jihoafrické republice). Dokument má tři díly: Čich a chuť, Sluch a rovnováha a Hmat a zrak. Českou premiéru měl seriál na České televizi.